# Shade Business
| Recensione | Giudizio |
| ---------- | -------- |
| AllMusic   | [ 1 ]    |

Shade Business è l'album di debutto del rapper statunitense PMD, pubblicato nel 1994 da RCA. Secondo il critico Steve Juon, il suono di PMD è «più cupo» rispetto al suo periodo nel duo EPMD con Erick Sermon.

## Tracce
Musiche di PMD (tracce 1-6, 8-13), Charlie Marotta (traccia 6), DJ Scratch (tracce 7-8), The 45 King (traccia 13), Jesse West (traccia 14).
1. Shade Business – 3:43
2. In The Zone – 4:15
3. Steppin' Thru Hardcore – 3:37
4. Respect Mine – 3:32
5. Here They Cum (feat. Das EFX) – 3:20
6. Back To The Rap – 3:04
7. I'll Wait (feat. Zone 7) – 5:19
8. I Saw It Cummin' – 4:00
9. Swing Your Own Thing – 3:22
10. Fake Homeyz (feat. 3rd Eye & Top Quality) – 3:17
11. Phuck It Up Scratch (Interlude) (feat. Al B.) – 2:00
12. Back Up Or Get Smacked Up – 2:39
13. Thought I Lost My Spot – 4:02
14. No Shorts and No Sleep (feat. 3rd Eye, Top Quality & Zone 7) – 5:03

## Classifiche settimanali
| Classifica (1994)         | Posizione raggiunta |
| ------------------------- | ------------------- |
| Stati Uniti               | 65                  |
| US Top R&B/Hip-Hop Albums | 12                  |